# Build (informatica)
Nel campo dell'informatica, e più in particolare dello sviluppo di software, il termine inglese build (lett. "costruzione") viene solitamente utilizzato per indicare il processo di trasformazione del codice sorgente in un artefatto eseguibile. Talvolta lo stesso termine viene utilizzato non per indicare il processo ma il relativo risultato finale ovvero l'artefatto ottenuto o il corrispondente codice numerico (o alfanumerico) che permette di distinguere tale artefatto da altri ottenuti in precedenza nell'ambito dell'evoluzione dello stesso prodotto software.
Quando il termine build viene utilizzato per indicare il numero (o codice alfanumerico) che identifica un particolare artefatto esso può prendere, a seconda delle convenzioni utilizzate, un significato sovrapponibile a quello di release (rilascio). Una delle convenzioni più diffuse nel mondo dell'informatica è che versione-major o edizione, revisione (o sottoversione-minor) e build (o release) vengano indicate come cifre separate da un punto. Quando a variare è solamente il numero di build significa che le modifiche introdotte nel software sono di entità molto limitata, tipicamente riguardanti la correzione di malfunzionamenti (bug) senza modifiche sostanziali nelle funzionalità o prestazioni, nel comportamento o nell'aspetto dell'applicazione. In alcuni casi, la build identifica l'oggetto (spesso archiviato in una corrispondente cartella dell'ambiente di sviluppo) che viene passato al collaudo di accettazione (fase UAT).

## Fase di build
La build è, in parole povere, la creazione (ormai eseguita in automatico tramite l'IDE) dell'eseguibile di installazione o il popolamento delle cartelle dell'artefatto. Build (costruzione) è anche una fase del processo di sviluppo software. Il numero o il codice della build è solo una proprietà identificativa del risultato concreto di tale fase.
Praticamente, la fase di build non è altro che l'"assiemaggio" dei sottosistemi, moduli, componenti al fine di costruire e consegnare (delivery) il sistema ovvero il prodotto completo, utilizzabile in ambiente di produzione (live environment),  come previsto dalle specifiche. Quando il pacchetto non è in forma di un eseguibile d'installazione (file di setup), la build è la fase, precedente al deployment, che consiste in pratica nella costruzione delle cartelle (container) sul server ove si archiviano i moduli (parti) del sistema (front end, back end, database, servizi) unitamente alle configurazioni.
In italiano, build (inteso come verbo senza altra specificazione), nel contesto del software o dei servizi IT, si potrebbe tradurre in "preparazione", "costruzione", "produzione" (sottinteso: del/i pacchetto/i da distribuire cioè il software eseguibile). Nel gergo di settore è spesso tradotto in pacchettizzare. L'avvento del paradigma dei container ha ottimizzato la fase di build.